# Dirk Grijspeirt
)Dirk Grijspeirt (Leopoldstad, 16 september 1946 – Eindhoven, 2 juli 2010) was een Belgisch danser, acteur en poppenspeler die later vooral werkte als regisseur.
Grijspeirt volgde de filmopleiding aan de RITCS Hogeschool en de beroepsopleiding tot danser aan de studio van de Koninklijke Muntschouwburg. Hij verkreeg landelijke bekendheid door het spelen van Pino tijdens het eerste seizoen van de kinderserie Sesamstraat in 1976. Gedurende de eerste seizoenen was het programma nog een Vlaams-Nederlandse coproductie. Grijspeirts stem als Pino is nog steeds te horen in de originele titelsong van Sesamstraat. Hij verliet het programma al na één seizoen. Na een loopbaan als danser werd hij regisseur bij de VRT en was er verantwoordelijk voor de opname van talrijke concerten en opera's. Hij realiseerde ook een reeks dansfilms (De dans ontsprongen). Grijspeirt werkte tevens als docent aan de RITCS.